# Бермудиш, Жуан
Жуан Бермудиш (порт. João Bermudes [berˈmudiʃ]; конец XV века, Галисия, Королевство Кастилия и Леон — 30 марта 1570, Лиссабон) — португальский путешественник, патриарх Эфиопский.

## Биография
Жуан Бермудиш изучал естественные науки и в качестве доктора сопровождал в 1520 году Родериго де Лима, посланного португальским королём Мануэлом I к эфиопскому царю Давиду II. Когда Родериго был обратно отправлен негусом просить помощи у португальцев против мусульман, которые под предводительством знаменитого Мохаммеда Левши стали угрожать христианской Абиссинии, Бермудиш остался при Давиде III, которому сумел вскоре оказать большие услуги и тем приобрел его доверенность и благосклонность. Так как миссия Родериго осталась без последствий и эфиопские христиане все более и более были теснимы неверными, то негус поспешил воспользоваться смертью Марка (VI?), Абуны — митрополита Эфиопского, чтобы заинтересовать западное христианство и спасти таким образом свою корону. Он назначил на этот высокий пост Бермудиша. Тот принял его и для подтверждения выбора папой отправился в Рим.
Прибыв в Рим в 1538 году, Бермудиш был принят папой Павлом III очень милостиво и не только посвящён в эфиопские патриархи, но сделан даже патриархом Александрии — in partibus infidelium. Отсюда новый прелат отправился в Лиссабон, сумел понравиться королю Жуану III и получил от него письмо к вице-королю Индии с приказанием послать немедленно помощь царю эфиопскому. Снабженный этим письмом Бермудиш высадился в Гоа в 1539 году.
Однако только спустя 2 года индийско-португальский флот под предводительством вице-короля Стефана де Гама появился на Красном море, сопровождая нового Абуну. Высадившись в Массуахе, они узнали о смерти Давида III, которому наследовал сын Клавдий. После целого ряда подвигов португальцам удалось вытеснить магометан и спасти христианскую Абиссинию. Часть из них осталась там же и образовала мало-помалу особый, очень беспокойный класс, принимавший затем самое деятельное участие во всех позднейших беспорядках Абиссинии. Сам патриах Бермудиш, вооруживший против себя всех своей гордостью и строгостью, был вскоре изгнан в страну Каффа, откуда ему удалось бежать, и в 1565 году он прибыл в Португалию.
Здесь он написал книгу, посвящённую королю Себастьяну, преемнику Жуана III, под заглавием: «Esta he huma breve relaçâo da embeixada quo patriarcha do Ioâo Bermudez trouxe do emperador da Ethiopia etc.» (Лиссаб., 1565), сделавшуюся теперь библиографической редкостью.
Бермудиш умер 30 марта 1570 года.